# Mișcarea Populară de Eliberare a Angolei - Partidul Muncii
Movimento Popular de Libertação de Angola - Partido do Trabalho (Mișcarea Populară de Eliberare a Angolei - Partidul Muncii) este un partid politic din Angola.
Partidul a fost fondat în anul 1956.

Steagul MPLA

Partidul pubică bilunar revista ÉME, organul Biroului Politic al Comitetului Central al Mișcării de Eliberare a Angolei. 

Organizația de tineret a partidului se numește Juventude do Movimento Popular da Libertação de Angola (Tineretul Mișcării de Eliberare a Angolei).
La alegerile prezidențiale din anul 2005, 1992, José Eduardo dos Santos, candidatul partidului, a câștigat, obținând 1 953 335 de voturi (49.57 %).
La alegerile parlamentare din anul 1992, partidul a obținut 2.124.126 de voturi (53,74 %, 129 locuri). 

Partidul este afiliat la Internaționala Socialistă.
În septembrie 2018, João Lourenço a fost lider al partidului după decizia lui José Eduardo dos Santos să se retragă.